# Böna kapell
Böna kapell är ett kapell i Gävle. Det tillhör Gävle församling i Uppsala stift.

## Kyrkobyggnaden
Böna kapell är uppfört 1843 i fiskeläge, vid Gävlebuktens mynning. På kyrktomten står en enkel klockstapel. Böna begravningsplats ligger ett stycke väster därom. Det enkla träkapellet har rektangulärt långhus och vidbyggt vapenhus i väster. Kyrkorummets sydöstra hörn är avdelad till sakristia. Ingång i väster, via vapenhuset.
Exteriören är klädd med locklistpanel och vitmålad. Rektangulära fönsteröppningar. Sadeltaket är tegeltäckt. Kyrkorummets väggar är klädda med pärlspontpanel, platt innertak, något neddraget vid sidorna. Markus Dahlberg 1997-03-24

## Historik
Kapellet byggdes 1843 av "husfäderna" i fiskelägena Bönan och Utvalnäs med timmer skänkt av Gävle stad. På 1870-talet byggdes en klockstapel. Kapellet överlämnades till staden 1892. 
När Gävle församling delades 1916 kom Norrlandet med Bönan och Utvalnäs att tillhöra Heliga Trefaldighets församling. Inför kapellets 100-årsdag gjordes en renovering med tillbyggnad av sakristia och vapenhus, efter förslag av Sven Henrik Wranér, och kapellet återinvigdes 27 juni 1943. Vapenhuset utvidgades 1972 och där fick en skrudkammare plats. 
Sångaren i Jesus Jones, Mike Edwards, gifte sig i Böna kapell.

## Inventarier
Altarväggen pryds av ett ramverk som snidades av fiskaren Per Wickman när kapellet byggdes. Till vänster om altaret står predikstolen med en Kristustavla som bakgrund. Mikaelidagen 1952 invigdes en dopfunt i röd Gävlesandsten, ritad av stadsarkitekt Sven Wranér, Gävle, (1894-1965).

## Orgel
Firma Magnusson, Göteborg, bygger 1963 ett helmekaniskt positiv.
Disposition:

### Webbkällor
- byggnadspresentation
- Svenska kyrkan i Gävle informerar om kapellet